# مارسيلينو تيودورو
مارسيلينو تيودورو هو سياسي فلبيني، ولد في 2 أغسطس 1970 بماريكينا في الفلبين. حزبياً، نشط في بارتيدو ليبرال (بيليبيناس). وقد انتخب عضو مجلس النواب في الفلبين.